# 塔霍夫縣

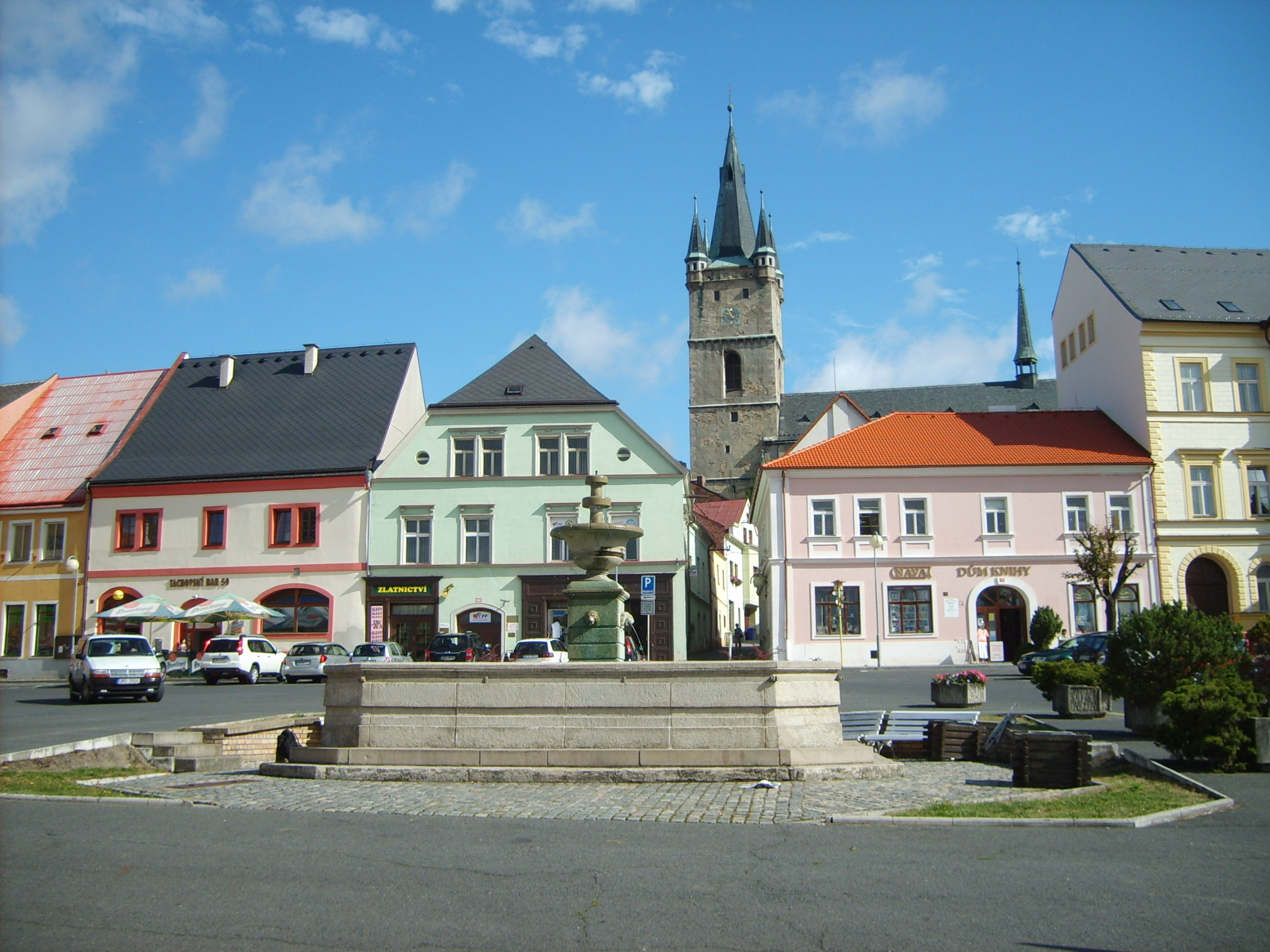

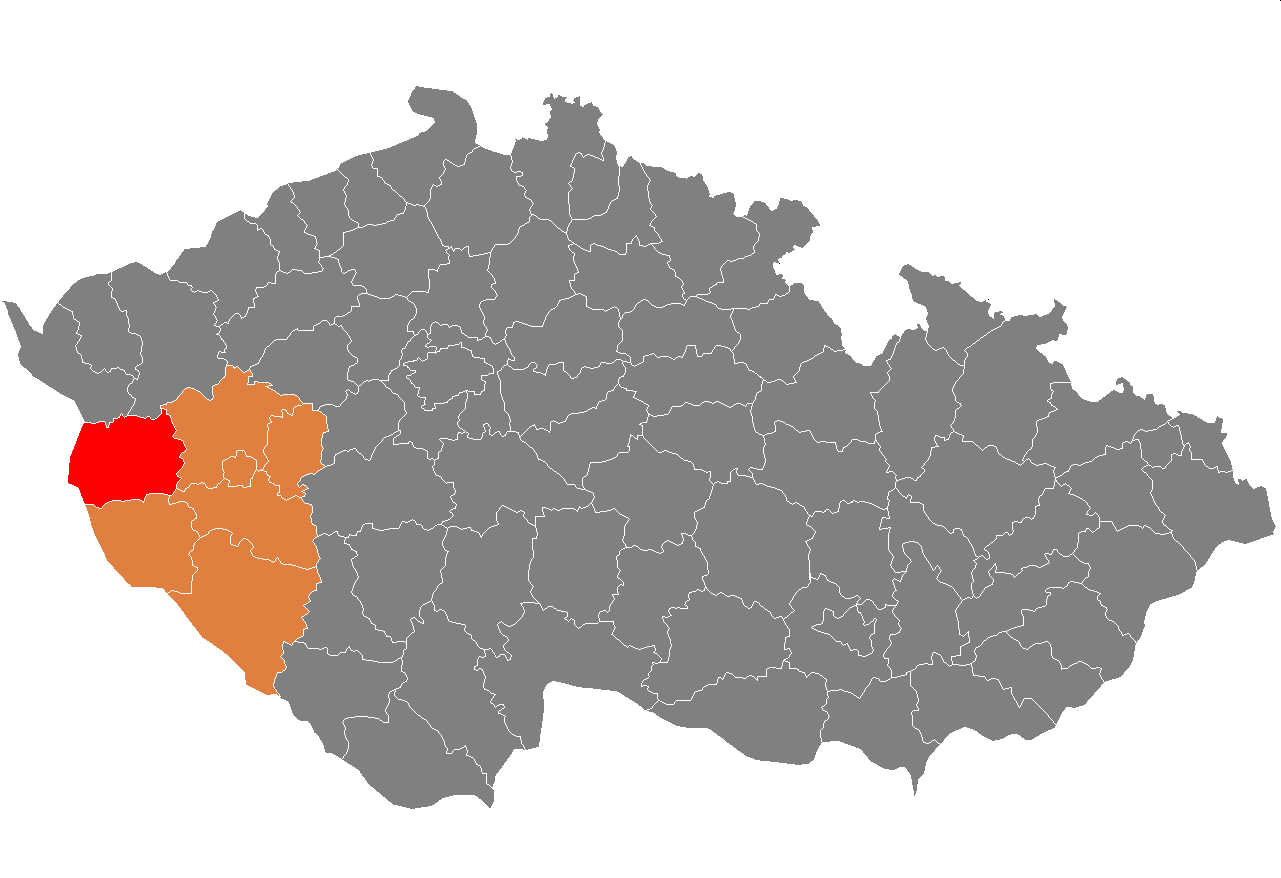

49°47′43″N 12°37′59″E / 49.79528°N 12.63306°E
塔霍夫縣（捷克語：Okres Tachov），是捷克的縣份，位於該國西部，由比爾森州負責管轄，首府設於塔霍夫，面積1,379平方公里，2007年人口52,895，人口密度每平方公里38人。